# Linia kolejowa nr 868
Linia kolejowa nr 868 – dwutorowa, niezelektryfikowana linia kolejowa, przebiegająca w obrębie stacji technicznej Warszawa Szczęśliwice.

## Parametry techniczne
Linia w całości jest klasy C3; maksymalny nacisk osi wynosi 221 kN dla lokomotyw oraz 206 kN wagonów, a maksymalny nacisk liniowy wynosi 71 kN (na 1 metr bieżący toru). Linia wyposażona jest w elektromagnesy samoczynnego hamowania pociągów.

## Galeria

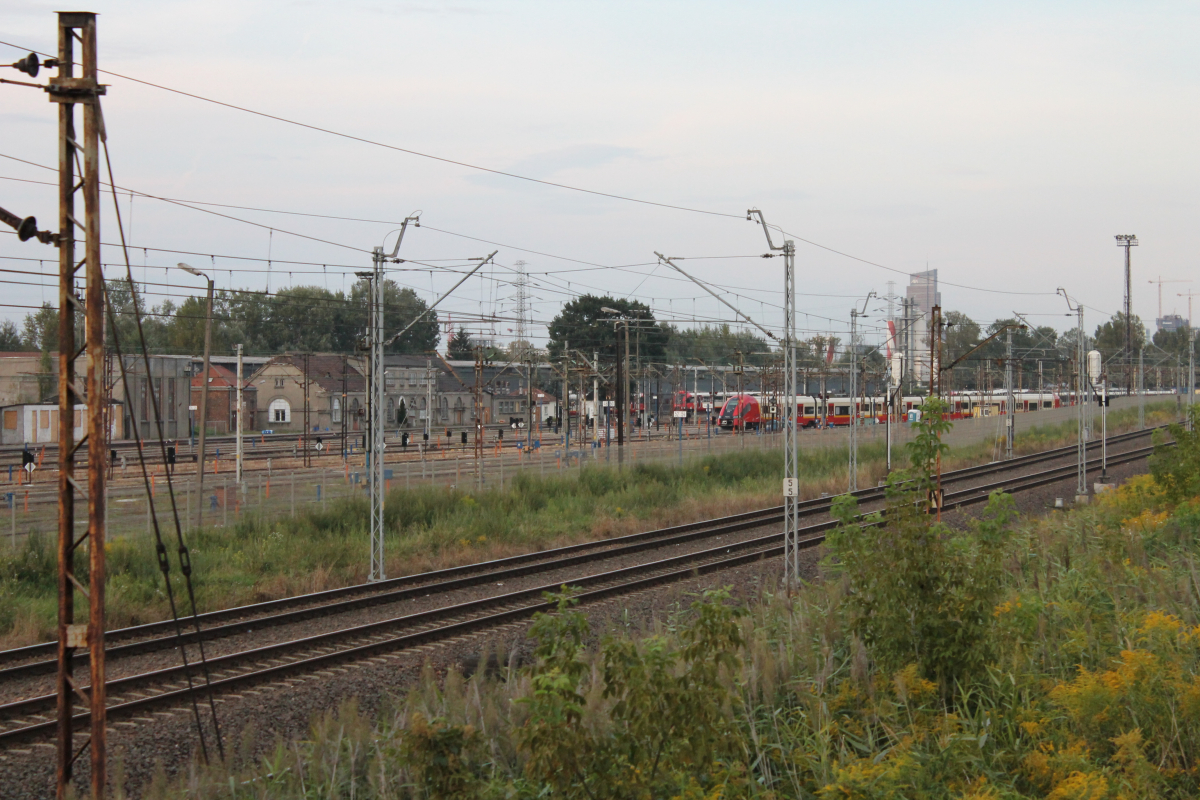
LK1 w pobliżu LK868
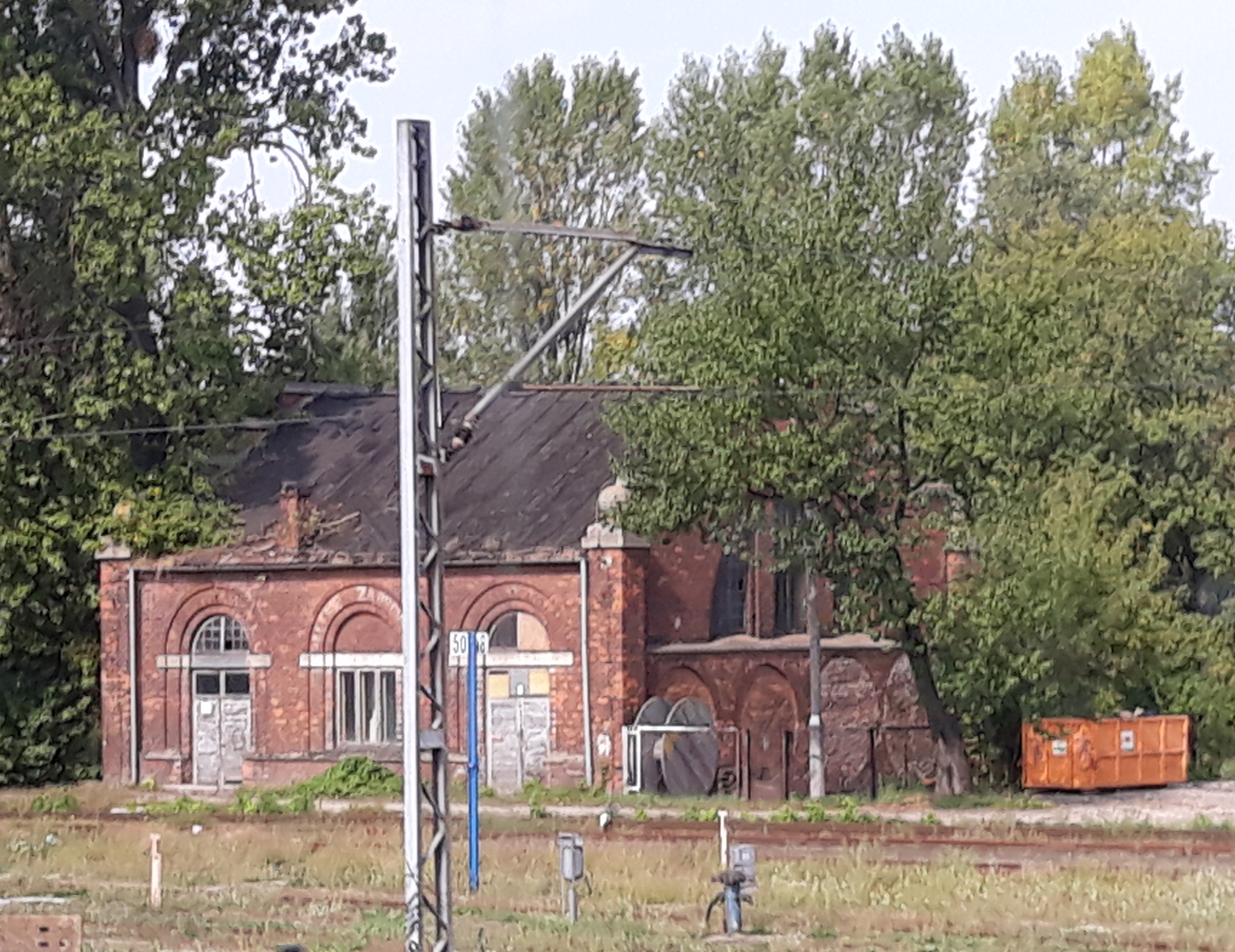
Kompresornia na stacji Warszawa Szczęśliwice